# 羅克鎮區 (愛荷華州萊昂縣)
羅克鎮區（英語：Rock Township）是位於美國愛荷華州萊昂縣的一個行政鎮區。

## 地方資料
根據2010年美國人口普查的數據，羅克鎮區的面積為92.17平方千米，當中陸地面積為92.15平方千米，而水域面積為0.02平方千米。當地共有人口2639人，而人口密度為每平方千米28.63人。